# Feldzeugmeister

Insigna de rang unui Feldzeugmeister (Austro-Ungaria)

Feldzeugmeister, scurtat FZM, a fost unul din cele mai înalte grade de general în armată pe timpul Sfântului Imperiu Roman, apoi în Imperiul Austriac, Austro-Ungaria și Prusia. El a existat și în alte țări germane, dar cu rang mai mic.

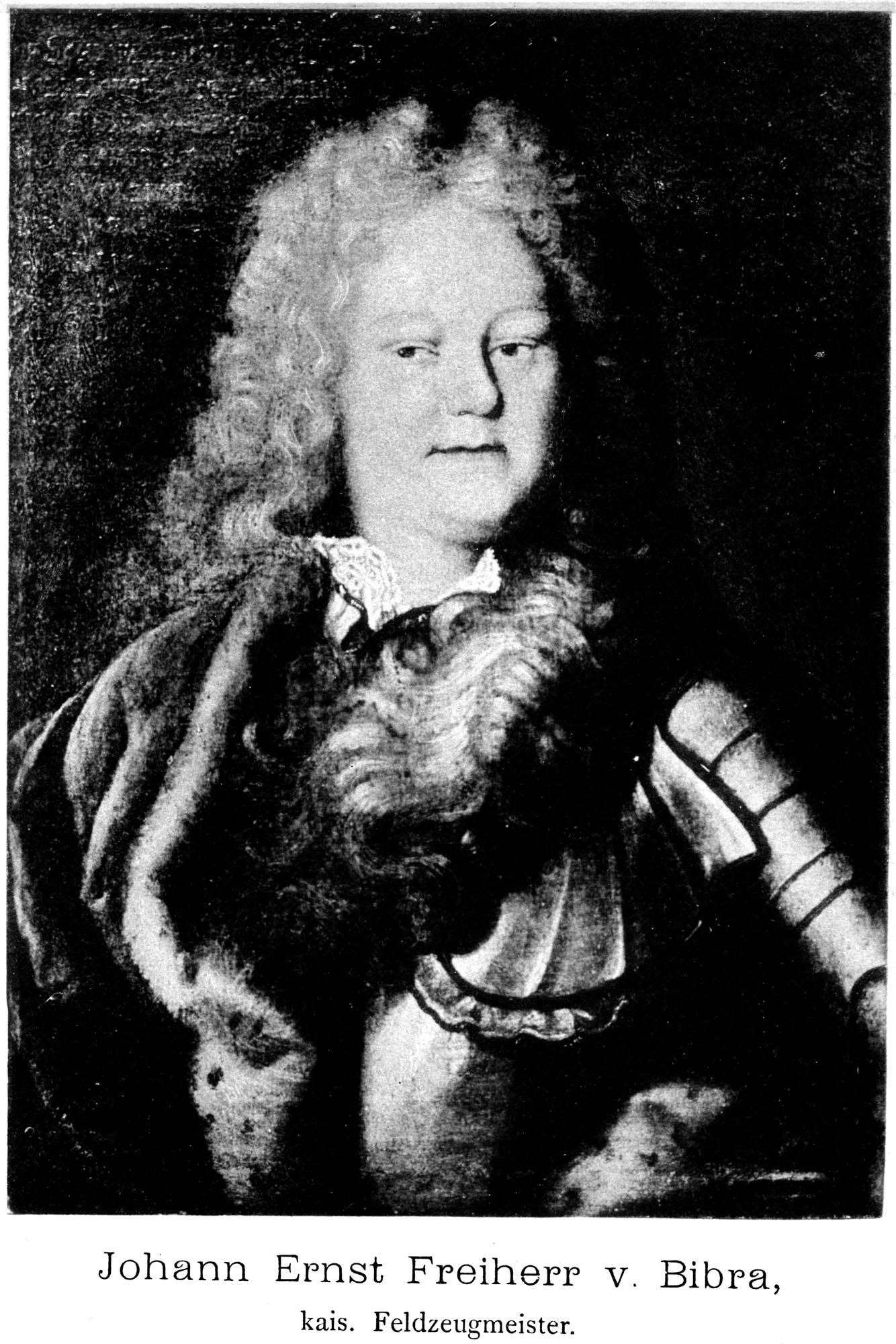
FZM Baronul Johann Ernst von Bibra (1662-1705)

## Istorie
Sub cuvântul german în sens militar „Zeug” s-a  înțeles arma întreagă cu tot materialul care a fost folosit de către maeștrii de arme și acoliții lor, în urma unui acord voluntar cu conducătorii militari.
Generalul, care a fost numit până la dizolvarea Sfântului Imperiu Roman în anul 1806 „Generalfeldzeugmeister”, a fost pe timpul armatelor mercenare în secolul al XVI-lea și al XVII-lea comandant suprem al artileriei. După Căpitanul de Câmp (Feldhauptmann) și Feldmareșalul a fost cel mai înalt ofițer al armatei. Paralel a fost creată denumirea pentru acest rang de asemenea pentru generalii de infanterie. Cavaleriștii au purtat numele de „general de cavalerie”. Unul din cei mai faimoși în rândul acestor generali a fost aromânul Frederic Petru baron Duka (Duca) de Kádár (1756-1822). 

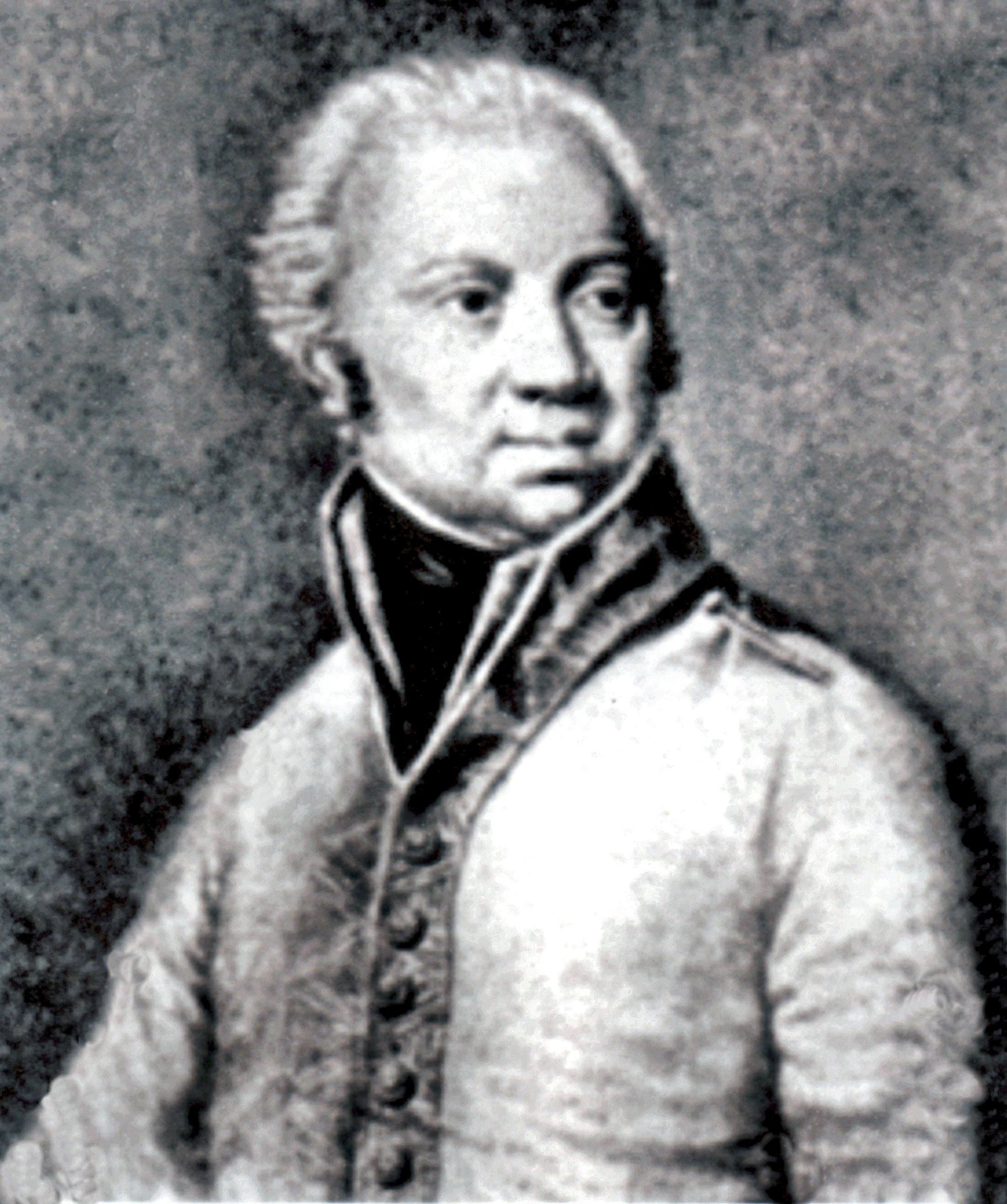
FZM Baronul Petru Duka de Kádár

### În Imperiul Austriac și Austro-Ungaria

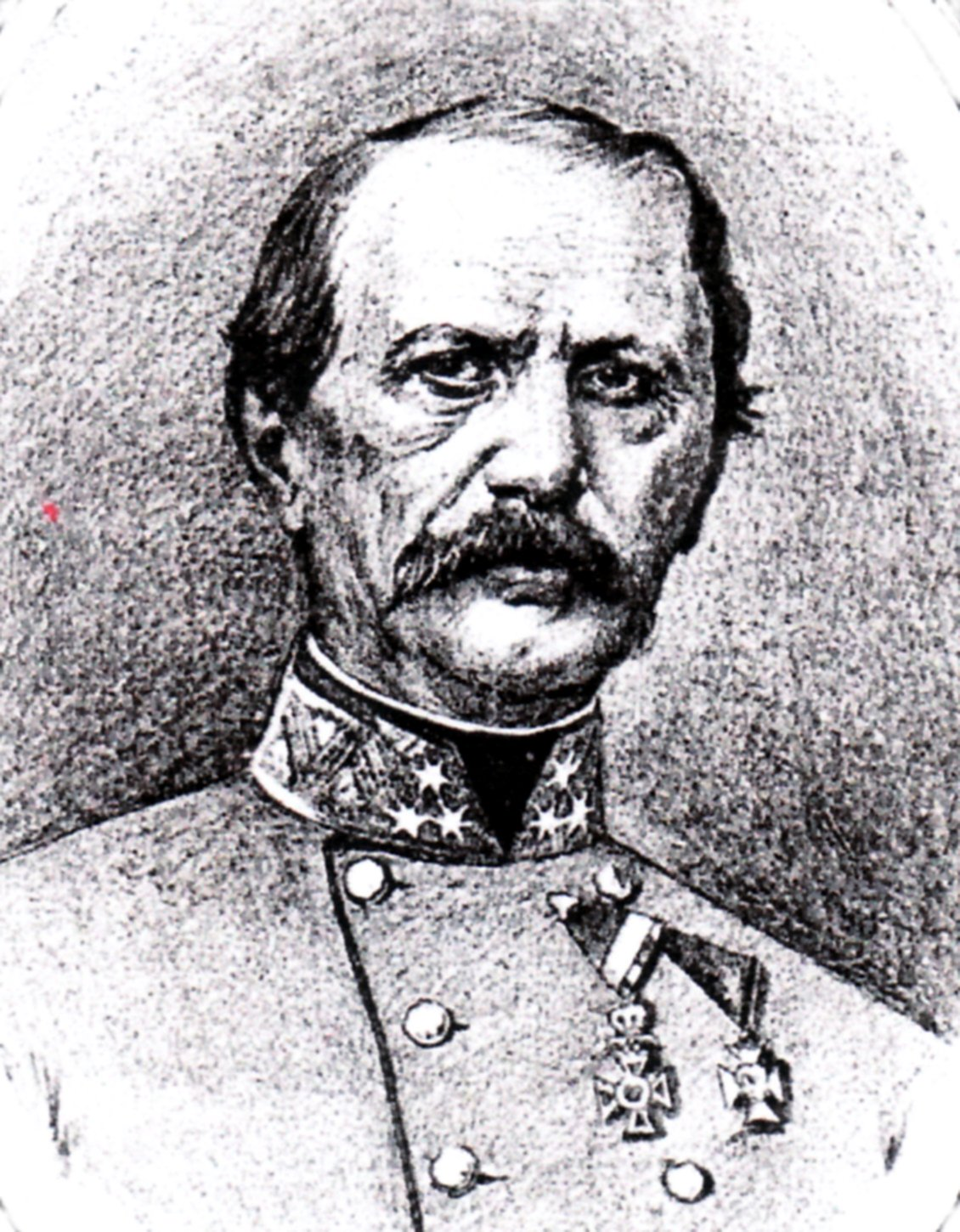
FZM Wilhelm baron von Wolfsberg, ofiţer și savant

El a fost cel mai înalt grad de general după acel unui Feldmareșal în armatele Imperiului Austriac și  Austro-Ungariei până în 1915, când a fost creat titlul de „Generaloberst” (general-colonel) situat intre Feldmareșal și Feldzeugmeister. Titlul a corespuns cu acel unui general de cavalerie și a contat până în anul 1908  pentru generalii de artilerie și infanterie. Atunci numele de „Feldzeugmeister de infanterie” a fost transformat în „general de infanterie”. Așa rangul de Feldzeugmeister a rămas singur pentru generalii de artilerie sau acei de funcționari în institutul militar-geografic
Feldzeugmeisterii ca și generalii de cavalerie au purtat apelativul „Excelență” și ca insignă la guler trei stele argintii pe bază aurie de brocat. Titlul a fost șters după Primul Război Mondial.

### În Prusia

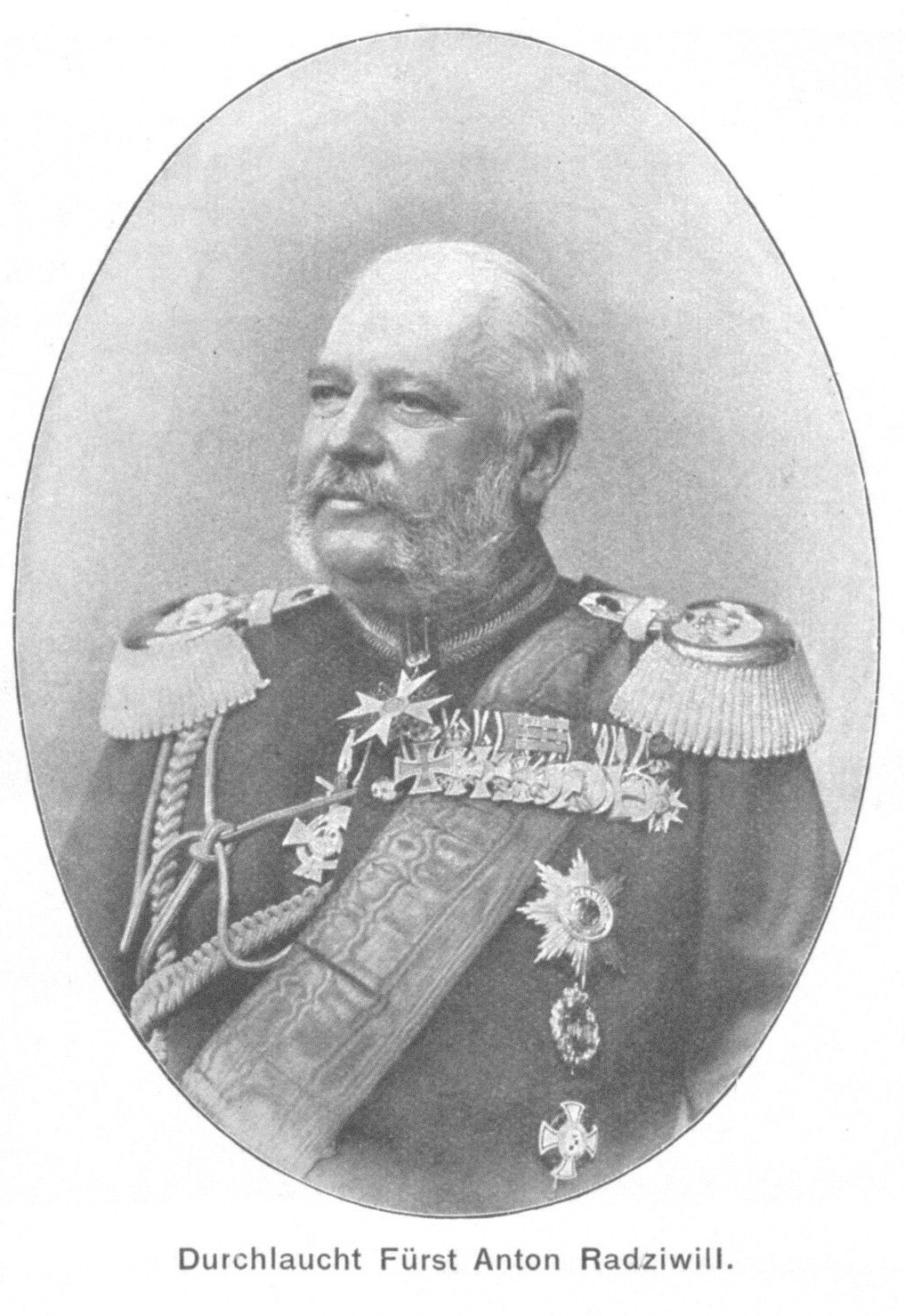
FZM prusac, principele Anton de Radziwill

General-Feldzeugmeisterul a fost din timpul regelui Frederic Wilhelm I al Prusiei comandant suprem al tuturor trupe de artilerie la același nivel cu General-Feldmareșalul. El a purtat ca insignă la guler și pe epoleți două țevi de tun încrucișate. Ofițerul a și deținut un înalt rang la curte.
În secolul al XIX-lea, ei au și fost denumiți câteodată generali de artilerie. Pe acele timpuri, prinții casei regale prusești au fost adesea oara ridicați la acest grad, fiindcă, după o regulă nescrisă, nu au fost numiți feldmareșali până în anul 1870, când prințul moștenitor Friedrich Wilhelm și Prințul Friedrich Karl al Prusiei au fost numiți ca primii din casa regală prusească feldmareșali în timpul Războiului franco-german, scurt timp înaintea proclamări Imperiului German al 2-lea. Primul a fost onorat cu acest titlu după asediul Parisului, celălalt pentru victoria decisivă împotriva Franței în Bătălia de la Gravelotte.
În anul 1898, în Prusia a fost instalat un rang de Feldzeugmeister ca șef al fabricilor de arme, atelierelor de lucru pentru artilerie, turnătoriilor de tun, fabricilor de pulbere și muniții și birourilor de construcție. Acest ofițer a avut însă numai rangul de general de divizie.
După unirea statelor germane în 1871, ofițerii au fost numiți definitiv generali de artilerie, deținând locul trei în ierarhie după feldmareșal și general-colonel.

### În Bavaria și Saxonia
În Regatul Bavariei și al Saxoniei a existat de asemenea un titlu corespunzător.
La începutul anului 1906, în Bavaria a fost redenumită inspecția institutelor tehnice în „Feldzeugmeisterei” după exemplul prusac. Funcționarul șef a fost un Feldzeugmeister la rangul de general de brigadă (Generalmajor), care a avut sediul principal în München. Așezămintele de producție au fost decentralizate: Fabrica de arme la Amberg, atelierul de construcție pentru artilerie la München, iar turnătoriile de tun, fabricile de pulbere și muniții precum laboratoriul central la Ingolstadt.
De asemenea această „Feldmeisterei” a existat în Saxonia. Și acolo șeful a avut numai gradul de general de brigadă (Generalmajor). Sediul a fost la Dresda.
De la începutul Republicii de la Weimar titlul a fost abolit și nu mai este folosit până astăzi.

## Feldzeugmeister austrieci de origine română
- Frederic Petru baron Duka (Duca) de Kádár
- Leonida baron de Pop